# Rezolucja Rady Bezpieczeństwa ONZ nr 57
Rezolucja Rady Bezpieczeństwa ONZ nr 57 została uchwalona 18 września 1948 w trakcie 358 sesji Rady Bezpieczeństwa ONZ.
Rada Bezpieczeństwa była głęboko wstrząśnięta tragiczną śmiercią Mediatora Organizacji Narodów Zjednoczonych w Palestynie hrabiego Folke Bernadotte, który został zamordowany 17 września 1948 w Jerozolimie przez członków żydowskiej organizacji paramilitarnej Lechi. Rezolucja postanawiała:
1. Zwracała się do Sekretarza Generalnego, aby flaga Organizacji Narodów Zjednoczonych była opuszczona do połowy masztu przez trzy dni;
2. Zwracała się do Sekretarza Generalnego, aby Fundusz Pracy pokrył wszystkie koszty związane ze śmiercią i pochówkiem Mediatora Organizacji Narodów Zjednoczonych;
3. Zwracała się do Sekretarza Generalnego, aby był osobiście albo poprzez powołaną na tę okazję osobę obecny na pogrzebie[1].

Rezolucja została przyjęta jednogłośnie.